# Dragon Head
Dragon Head (ドラゴンヘッド?, Doragon Heddo) è un manga seinen di genere fantascientifico post-apocalittico ed horror psicologico, scritto e disegnato da Minetarō Mochizuki. 
È stato serializzato a partire dal 1995 sulle pagine della rivista Young Magazine di Kōdansha, per concludersi nel 2000. I singoli capitoli sono stati raccolti in dieci volumi tankōbon, pubblicati dal 6 marzo 1995 al 21 aprile 2000. Una prima edizione italiana è stata edita da Magic Press Edizioni dal 10 dicembre 2001. La pubblicazione è stata interrotta dopo il sesto volume, uscito il 12 novembre 2003. Una nuova edizione a cura della Panini Comics è stata annunciata per il 28 agosto 2014.
Il manga ha vinto nel 1997 il premio Kodansha per i manga nella categoria generale e nel 2000 il premio per l'eccellenza al quarto Premio culturale Osamu Tezuka.
La storia è stata adattata in un film live action scritto e diretto da Joji Iida nel 2003 e con la partecipazione di Satoshi Tsumabuki e Takayuki Yamada.

## Trama

### Fuga dal tunnel
Teru sta tornando in treno a Tokyo dopo una gita scolastica. Subito dopo esser entrato in una galleria un fortissimo terremoto fa deragliare il treno, bloccando entrambi i lati d'uscita del tunnel con detriti e macerie. Ripresa coscienza, Teru s'accorge che quasi tutti i suoi compagni ed insegnanti sono morti nello schianto. Vagando tra le carrozze distrutte trova Nobuo e Ako, quest'ultima ancora incosciente e ferita; trovano temporaneo rifugio nel vagone ristorante.
Nobuo, terrorizzato dal fatto d'esser completamente bloccato ed in pratica sepolto vivo, inizia a dare segni di nervosismo sentendo strane presenze nemiche nel buio; comincia così a vagare tra i cadaveri mormorando frasi incoerenti, dichiarando che quel ch'è accaduto è tutta colpa sua. Costringe anche Teru e Ako, finalmente ripresasi, a raccogliere provviste e costruirsi un riparo di fortuna.
Dopo qualche giorno Teru decide di andar in cerca d'una via d'uscita e s'avventura così dentro il cunicolo dell'aria condizionata. Nel frattempo Nobuo, sempre più squilibrato, si dipinge il corpo dopo aver mutilato il cadavere di un insegnante, credendo che questi fosse ancora vivo. Poco dopo rapisce Ako e quasi la violenta, ma lei riesce a fuggire.
Teru, dentro il cunicolo, viene colpito da un getto d'acqua fognaria che lo salva da una frana, mentre tutto il tunnel viene scosso da continui tremori. In seguito riesce a salvare Ako inseguita da Nobuo armato di un coltello da cucina attaccato ad un bastone, a mo' di lancia. Pugnalato ad una spalla, Teru e Nobuo si prendono a pietrate.
Scappato con Ako, Teru fugge attraverso le condutture di ventilazione, lasciandosi alle spalle Nobuo: intanto dal tunnel comincia a scorrere la lava.

### Ricerca di alleati
Dopo aver vagato attraverso la rete fognaria, in un labirinto di cunicoli, i due ragazzi emergono finalmente in un impianto distrutto di trattamento delle acque reflue. Tutto il paesaggio è ricoperto da uno spesso strato di polvere grigiastra; il cielo nuvoloso copre interamente il Sole. Trovano tra le macerie un televisore ancora funzionante che li informa che la maggior parte di Tokyo è in preda ai saccheggiatori.
Ben presto raggiungono un piccolo ospedale in rovina, dove vengono accolti da un gruppo di sopravvissuti adolescenti i quali li riforniscono di cibo e vestiti puliti: dopo averli veduti però ballare freneticamente e ferirsi in mezzo ad animali morti, Teru e Ako scelgono di abbandonarli. Arrivano così ad una piccola città deserta completamente in rovina e, proprio nel momento in cui notano un elicottero, si perdono di vista.
Gli uomini a bordo sono un gruppo di banditi in versione paramilitare i quali prima cercano di violentare Aku per poi dare la caccia a Teru; quest'ultimo, sotto choc si arma di bottiglie molotov appositamente costruite. Durante la colluttazione tra il ragazzo e gli uomini dell'elicottero una terribile conflagrazione squassa tutto il territorio: la città prende a bruciare e l'aria è avvolta in una tempesta di fuoco, seguita a breve distanza da un tornado.

### La penisola di Izu
Teru, Ako e i superstiti salgono a bordo dell'elicottero; sbarcano nei pressi di una scogliera in cerca di carburante. Tokyo è avvolta in una nube di cenere e sono costretti a deviare verso la penisola di Izu. Qui incontrano un ex-insegnante sopravvissuto che li informa di uno tsunami che ha appena colpito la zona.
Teru si ammala di tetano e Ako, armatasi, va in perlustrazione della città assieme ad uno dei membri dell'elicottero in cerca di medicine; qui devono affrontare una pericolosissima avventura, difendendosi dagli abitanti rimasti in vita ed impazziti completamente. Tornano indietro sani e salvi e riescono a guarire Teru.

### Discovery
L'elicottero si dirige in volo in direzione del Fuji, il cielo avvolto da cupe nuvole nere; al posto della montagna però trovano invece un gigantesco buco nel terreno ampio kilometri interi. Lanciatisi alle spalle l'infernale paesaggio il gruppo finisce con l'atterrare sulla cima di un grande centro commerciale in rovina; devono però velocemente fuggire rincorsi da un enorme tornado.
Teru non è riuscito a salire a bordo e viene investito in pieno dalla tempesta che fa crollar il tetto dell'edificio. Ripresosi, riesce a ritrovare l'elicottero; al suo interno, un biglietto lasciatogli da Ako lo informa che la ragazza si è diretta verso Tokyo a piedi. Anche lui quindi s'incammina in direzione della capitale.

### Le rovine di Tokyo
La metropoli è ridotta ad un'enorme tomba silenziosa. Teru s'aggira per le strade ingombre di cadaveri lasciati insepolti; stanco ed affamato scende nella metropolitana. Inoltratosi, trova una grotta artificiale ed un magazzino ricolmo di scatolette di cibo, acqua e kit di pronto soccorso; un gruppo di superstiti guidati da uno scienziato lo accoglie.
Risalito nuovamente in superficie, il ragazzo si dirige prima verso la sua abitazione e poi nella sua scuola; qui ritrova Ako ed insieme devono affrontare una pattuglia di soldati stranieri, il gruppo capeggiato dallo scienziato rivelatosi un folle assassino. La storia si conclude con i due ragazzi che osservano l'emergere di un gigantesco vulcano da quello che era una volta il centro di Tokyo.

## Cast live action
- Satoshi Tsumabuki - Teru Aoki
- Sayaka Kanda - Ako Seto
- Takayuki Yamada - Nobuo Takahashi

un ragazzo vittima di bullismo.
- Naohito Fujiki - Nimura
- Yoshimasa Kondo - Iwata
- Kyusaku Shimada - Minila
- Minori Terada - Andou
- Jinpachi Nezu - Matsuo
- Yutaka Matsushige
- Shion Machida